# Instant Brain
Instant Brain (インスタントブレイン?, Insutanto Burein) è una visual novel del 2011 sviluppata e pubblicata da Cave per Xbox 360.

## Trama
Ambientato in Giappone nel prossimo futuro, il protagonista è Zenya, un paparazzo di idol che ha perso la memoria che, grazie alla sua particolare fotocamera, è in grado di trovare indizi e ottenere scoop prima dei suoi colleghi.